# Wilki
Wilki (français : Les loups) est un groupe de musique pop-rock polonais créé par Robert Gawliński à Varsovie en juin 1991.

## Histoire
Le groupe a connu trois périodes : de 1991 à 1995, de 2001 à 2009, et depuis 2011.
Le groupe a été fondé par Robert Gawliński (pl) en juin 1991. Au début, de nombreux musiciens passent par celui-ci, notamment Andrzej Zeńczewski, Piotr Kokosiński et Robert Ochnio. Avant l'enregistrement du premier album, le bassiste du groupe, Adam Żwirski, meurt soudainement. Robert lui dédie l'un des titres de l'album, Son of the Blue Sky.
En raison du décès d'Adam Żwirski, la musique des débutants a été soutenue en studio par une section rythmique composée par Krzysztof Ścierański et Marek Surzyn. La composition du groupe est définitivement établie après l'enregistrement du premier album.
En mai 1992, le CD intitulé Wilki sort, il s'avère être un best-seller avec plus de 220 000 exemplaires vendus. Toutes les chansons de l'album sont écrites par Robert Gawliński, le leader du groupe. Les singles notables de l'album sont Son of the Blue Sky, Aborygen ainsi qu'Eli lama sabachtani.
En 1993, sort le deuxième album du groupe intitulé Przedmieścia qui se distingue de son prédécesseur par un son plus rock et funky. L'album est bien accueilli par le public, promu par les singles Nie zabiję nocy et Moja Baby.
L'année suivante, en 1994 sort le premier album live et acoustique du groupe, Acousticus Rockus, qui comprend des compositions des deux premiers albums, plusieurs nouvelles chansons, ainsi qu'une nouvelle version de la chanson à succès Sen o Warszawie du répertoire de Czesław Niemen.
En 1995, le groupe suspend ses activités. Peu après la séparation, l'ancien leader du groupe, Robert Gawliński, sort son premier album solo, Solo, tandis que Mikis Cupas (pl) et Marek Chrzanowski (pl) s'impliquent dans un projet appelé Hopsa.
Entre 1997 et 1999, Gawliński sort trois autres albums : Kwiaty jak relikwie, X et Gra, auxquels Andrzej Smolik (pl) a apporté sa contribution.

## Membres

### Membres actuels
- Robert Gawliński  – chant, guitare (1991-1995, depuis 2001)
- Mikis Cupas  – guitare (1991-1995, depuis 2001)
- Maciej Gładysz  – guitare (depuis 2011)
- Stanisław Wróbel  – guitare basse (depuis 2011)
- Andrzej Smolik  – claviers (1993-1995, depuis 2001)
- Hubert Gasiul  – percussions (depuis 2006)

### Anciens membres
- Michał Rollinger – claviers (1992)
- Adam Żwirski – guitare basse (1991)
- Marek Chrzanowski – gitara basowa (1993-1995, 2001-2002)
- Marcin Ciempiel – guitare basse (2002-2004)
- Leszek Biolik – guitare basse (2006-2011)
- Dariusz Nowak – percussions
- Marcin Szyszko – percussions (1993-1995, 2001-2006)

## Discographie
- Wilki (1992) -  2 × Platine en Pologne
- Przedmieścia (1993) -  1 × Platine en Pologne
- Acousticus Rockus (1994)
- Największe przeboje (2000)
- 4 (2002) -  1 × Platine en Pologne
- Wilki Live (2002)
- Watra (2004) -  1 × Or en Pologne
- Obrazki (2006) -  1 × Or en Pologne
- MTV Unplugged (2009) -  1 × Or en Pologne
- Światło i mrok (2012)
- Przez dziewczyny (2016)
- 26/26 (2018)

## Récompenses et distinctions
- Prix Fryderyk : chanson de l'année 2002 - Baśka
- Superjedynki : groupe de l'année 2007
- Superjedynki : groupe de l'année 2005
- Superjedynki : groupe de l'année 2003, chanson de l'année - Baśka